# Самусев, Рудольф Павлович
Рудольф Павлович Самусев (род. 1939) — советский и российский учёный, доктор медицинских наук (1983), профессор (1986), педагог, специалист в области анатомии и морфологии человека.

## Биография
Окончил Волгоградский государственный медицинский институт (ВГМИ) в 1962 году по специальности «Лечебное дело».
В 1962—1965 годы — аспирант, в 1965—1973 — ассистент, в 1973—1977 — доцент кафедры нормальной анатомии ВГМИ.
В 1977—1982 годы — декан лечебного факультета ВГМИ.
В 1977—2002 годы — заведующий кафедрой гистологии, цитологии и эмбриологии ВГМИ.
В 2002—2005 годы — профессор кафедры гистологии и эмбриологии Волгоградского медицинского университета.
С 2005 года занимает должность заведующего кафедрой анатомии и биомеханики Волгоградской государственной академии физической культуры.

## Награды
- Нагрудный знак Министерства образования «Почётный работник высшего профессионального образования Российской Федерации».
- Нагрудный знак Министерства здравоохранения РФ «Отличник здравоохранения»[1].